# 2047
Cette page concerne l'année 2047  du calendrier grégorien.
L'année 2047 est une année commune qui commence un mardi.
C'est la 2047e année de notre ère, la 47e année du IIIe millénaire et du XXIe siècle et la 8e année de la décennie 2040-2049.

## Autres calendriers
L'année 2047 du calendrier grégorien correspond aux dates suivantes :
- Calendrier berbère : 2996 / 2997
- Calendrier hébraïque : 5807 / 5808
- Calendrier indien : 1968 / 1969
- Calendrier musulman : 1468 / 1469
- Calendrier persan : 1425 / 1426

## Événements prévus
- 2047 sera la fin de la période de cinquante années de relative autonomie pour l'ancienne colonie britannique de Hong Kong[1], (qui devrait compter 7 720 771 d'habitants) selon l'accord avec le gouvernement continental chinois.
- 12 janvier : l'astéroïde 2018-017A Tesla Roadster approchera la Terre à environ 4439 000 km de la Terre (0,029674 unités astronomiques)[2].

## 2047 dans la fiction
- Dans le film Event Horizon, le vaisseau de l'au-delà (de 1997), l'équipage du vaisseau spatial de sauvetage Lewis & Clark part dans un voyage près de Neptune, où le vaisseau Event Horizon est mystérieusement réapparu 7 ans après sa disparition du 23 janvier 2040. L'Event Horizon était conçu pour créer un passage dimensionnel vers l'étoile Proxima du Centaure, mais en arrivant sur place, les visions et évènements cauchemardesques font progressivement comprendre au nouvel équipage qu'il est en fait revenu d'au-delà de l'Univers.